# 兵庫県道43号高砂北条線
兵庫県道43号高砂北条線（ひょうごけんどう43ごう たかさごほうじょうせん）は、兵庫県高砂市から加西市に至る県道（主要地方道）である。通称は加古川地域と加西地域では呼び名が異なり、加古川地域では北条街道、加西地域では高砂街道である。

## 概要
兵庫県高砂市荒井町扇町から加西市北条町西高室に至る。
加古川市の西部と高砂の新市街を貫く道路で南から国道250号・国道2号・加古川バイパス・山陽自動車道・国道372号など、東西の主要幹線に接続する。
国道2号と交差する平津交差点以南（高砂市内）は都市計画道路沖浜平津線として整備が行われており、1988年から2017年にかけて4車線化された。

### 路線データ
- 起点：高砂市荒井町扇町（山陽電気鉄道 荒井駅）
- 終点：加西市北条町西高室（西高室交差点、兵庫県道23号三木宍粟線交点）
- 総延長：約21.212 km

## 歴史
- 1987年（昭和62年）2月23日 - 日本国有鉄道（国鉄）山陽本線をまたぐ宝殿陸橋が開通し、本道との交差地点にあった棚田下踏切が撤去される[2]。
- 1993年（平成5年）5月11日 - 建設省から、県道高砂北条線が高砂北条線として主要地方道に指定される[3]。

## 路線状況

### 重複区間
- 兵庫県道118号小野志方線（加古川市志方町細工所・志方東小学校東交差点 - 加古川市志方町細工所・細工所北交差点）
- 国道372号（加西市三口町・三口交差点 - 加西市西笠原町・善防交差点）
- 兵庫県道81号小野香寺線（加西市西笠原町・善防交差点 - 加西市王子町・王子町交差点）

## 地理

### 通過する自治体
- 高砂市
- 加古川市
- 加西市

### 交差する道路
| 交差する道路                                               | 市町村名 | 交差する場所      | 交差する場所         |
| ---------------------------------------------------------- | -------- | ----------------- | -------------------- |
| 兵庫県道718号明石高砂線                                    | 高砂市   | 荒井町中新町      | 小松原交差点         |
| 国道250号 / 明姫幹線                                       | 高砂市   | 荒井町小松原5丁目 | 古新西交差点         |
| 国道2号                                                    | 加古川市 | 米田町平津        | 平津交差点           |
| 国道2号 / 加古川バイパス                                   | 加古川市 | 東神吉町西井ノ口  | 西井ノ口交差点       |
| 国道2号 / 加古川バイパス                                   | 加古川市 | 東神吉町西井ノ口  | 加古川西ランプ       |
| 兵庫県道387号平荘魚橋線 兵庫県道390号神吉船頭線 重複       | 加古川市 | 東神吉町神吉      | 東神吉南交差点       |
| 兵庫県道65号神戸加古川姫路線                               | 加古川市 | 志方町投松        | 投松交差点           |
| 兵庫県道118号小野志方線 重複区間起点                       | 加古川市 | 志方町細工所      | 志方東小学校東交差点 |
| 兵庫県道118号小野志方線 重複区間終点                       | 加古川市 | 志方町細工所      | 細工所北交差点       |
| 兵庫県道723号加古川北インター線                            | 加古川市 | 志方町大澤        | 加古川北IC           |
| 兵庫県道716号玉野倉谷線                                    | 加西市   | 倉谷町            | 倉谷西交差点         |
| 国道372号 重複区間起点                                     | 加西市   | 三口町            | 三口交差点           |
| 国道372号 重複区間終点 兵庫県道81号小野香寺線 重複区間起点 | 加西市   | 西笠原町          | 善防交差点           |
| 兵庫県道81号小野香寺線 重複区間終点                        | 加西市   | 王子町            | 王子町交差点         |
| 兵庫県道23号三木宍粟線                                     | 加西市   | 北条町西高室      | 西高室交差点 / 終点  |

### 交差する鉄道
- 山陽電気鉄道本線（新道で接続）
- 山陽新幹線
- JR神戸線
- 北条鉄道北条線

### 沿線
施設
- 山陽電気鉄道本線 荒井駅
- 法華山一乗寺（加西市坂本町）
- 北条鉄道北条線 播磨下里駅

関連するイベントなど
- 4車線拡張工事の際に伐採される予定だった高砂市米田町の酒造業者敷地内の欅の木が地元有志により移植・保存されたことを記念したイベントが、同地において数度開催されていた[4]。